# Le Journal du séducteur (film)
Pour les articles homonymes, voir Le Journal du séducteur.
Pour plus de détails, voir Fiche technique et Distribution.
Le Journal du séducteur est un film français réalisé par Danièle Dubroux, sorti en 1996.

## Synopsis
À la suite du déménagement de ses parents, Sébastien vient habiter chez Claire Conti. Quelque peu en questionnement sur sa sexualité et ses attirances, il décide de séduire Claire et de tenir un journal contant l'avancement réel ou prétendu de ses conquêtes. Cependant, Claire vient par hasard de rencontrer Grégoire, jeune étudiant en philosophie, ténébreux et mystérieux, qui lui donne à lire une vieille traduction du Journal du séducteur de Søren Kierkegaard. Littéralement envoûtée par l'œuvre, elle devient inexorablement attirée par Grégoire et tente par tous les moyens de se rapprocher de lui, bien que ce dernier semble garder ses distances. Sébastien, toujours dans les affres de ses tentatives de séduction vaines de Claire se retourne vers la mère de celle-ci, qui ne semble pas insensible au jeune homme et à son ambiguïté.
Malgré les rebuffades et petites humiliation subies, Claire persiste à devenir l'amante de Grégoire s'introduisant progressivement chez ce dernier qui vit dans un appartement baroque de la rue Visconti à Paris avec sa grand-mère. Orphelin de naissance, cette dernière qui fut une ancienne actrice s'est occupé de lui et vit recluse depuis des années par peur d'être agressée. C'est elle qui la première lui a remis le livre de Kierkegaard, exemplaire semblant pourvu de propriétés de philtre d'amour. Tel Don Juan, Grégoire en use et en abuse indifféremment auprès des jeunes femmes et jeunes hommes qu'il rencontre. Toute personne à qui l'on prête l'ouvrage tombe sous le charme du donneur et arrive à en perdre raison. Claire découvre les secrets de l'appartement qui renferme un mort – qui tenta par dépit amoureux d'agresser Grégoire et qu'une de ses nouvelles amantes tua – et aide Grégoire à se débarrasser du cadavre en le jetant dans une rivière. Devenue son amante tourmentée, elle finit par avouer ses secrets chez son psychanalyste et malencontreusement lui laisse l'exemplaire du livre que ce dernier lit et dont il subit l'action. Perdant à son tour la tête, il essaie par tous les moyens de retrouver Claire, la traquant jusque chez Grégoire où il le menace de tout révéler à la police afin de le détruire. Violent, le psychanalyste tente d'étrangler Grégoire et se fait à moitié tuer par un coup donné avec un bronze par Claire. Les amants jettent à nouveau le corps à l'eau. Survivant à la tentative d'assassinat, le psychanalyste, devenu totalement amnésique et convalescent, tente de recouvrer la mémoire à l'aide des notes qu'il a prises lors de ses consultations et erre au bras d'un infirmier dans la rue Visconti.

## Fiche technique
- Titre français : Le Journal du séducteur
- Réalisation : Danièle Dubroux
- Scénario : Danièle Dubroux d'après le roman homonyme de Søren Kierkegaard
- Photographie : Laurent Machuel
- Montage : Jean-François Naudon
- Musique originale : Jean-Marie Sénia
- Producteur : Paulo Branco
- Société de production : Gemini Films avec le soutien du Centre national de la cinématographie (CNC) et de Canal+
- Pays d'origine :  France
- Format : couleurs
- Genre : comédie dramatique
- Durée : 95 minutes
- Date de sortie : 1996

## Distribution
- Chiara Mastroianni : Claire Conti
- Melvil Poupaud : Grégoire
- Hubert Saint-Macary : Hubert, le psychanalyste
- Serge Merlin : Robert, la voisin de Grégoire
- Mathieu Amalric : Sébastien
- Danièle Dubroux : Anne, la mère de Claire
- Jean-Pierre Léaud : Hugo, l'ancien professeur de Grégoire
- Micheline Presle : Diane, la grand'mère de Grégoire
- Jacques Nolot : Un patient du psychanalyste
- Denis Podalydès : L'infirmier du psychanalyste
- Karin Viard : Charlotte
- Hopi Lebel : un étudiant en médecine
- Raghunath Manet : le musicien indien
- Nicole Perera : la danseuse indienne
- Cécile Mazan : la femme du psychanalyste
- Jacques Mimrant : le premier patient du psychanalyste
- Oury Milshtein : un patient du psychanalyste
- Bénédicte Darblay : la jeune fille du café
- Klaus Gerke : Klaus
- Marie-Christine Questerbert : une professeure d'université

## Production

### Tournage
Le film est tourné à Paris notamment dans la rue Visconti et les rues adjacentes (rue Mazarine, rue de Seine et rue Jacques-Callot), au couvent des Cordeliers, au cinéma Action Christine et sur la place des Abbesses.